# Raphael Vieira de Oliveira

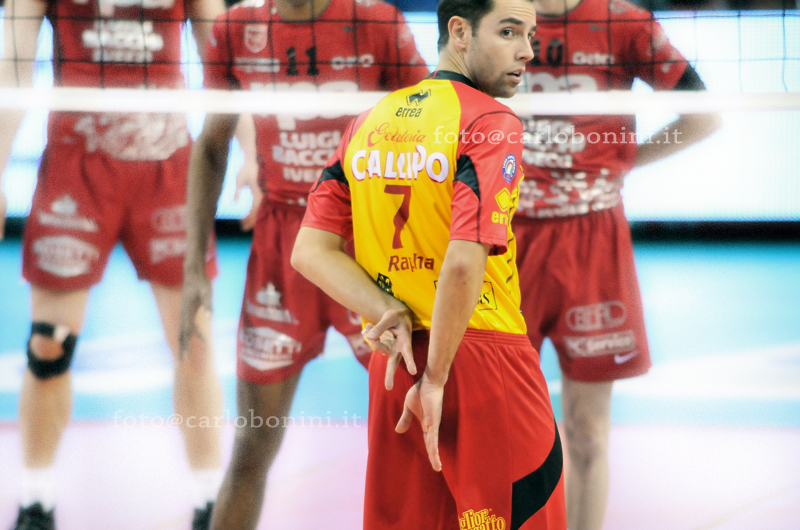
Raphael Vieira De Oliveira zawodnikiem Tonno Callipo Vibo Valentia w sezonie 2008/2009

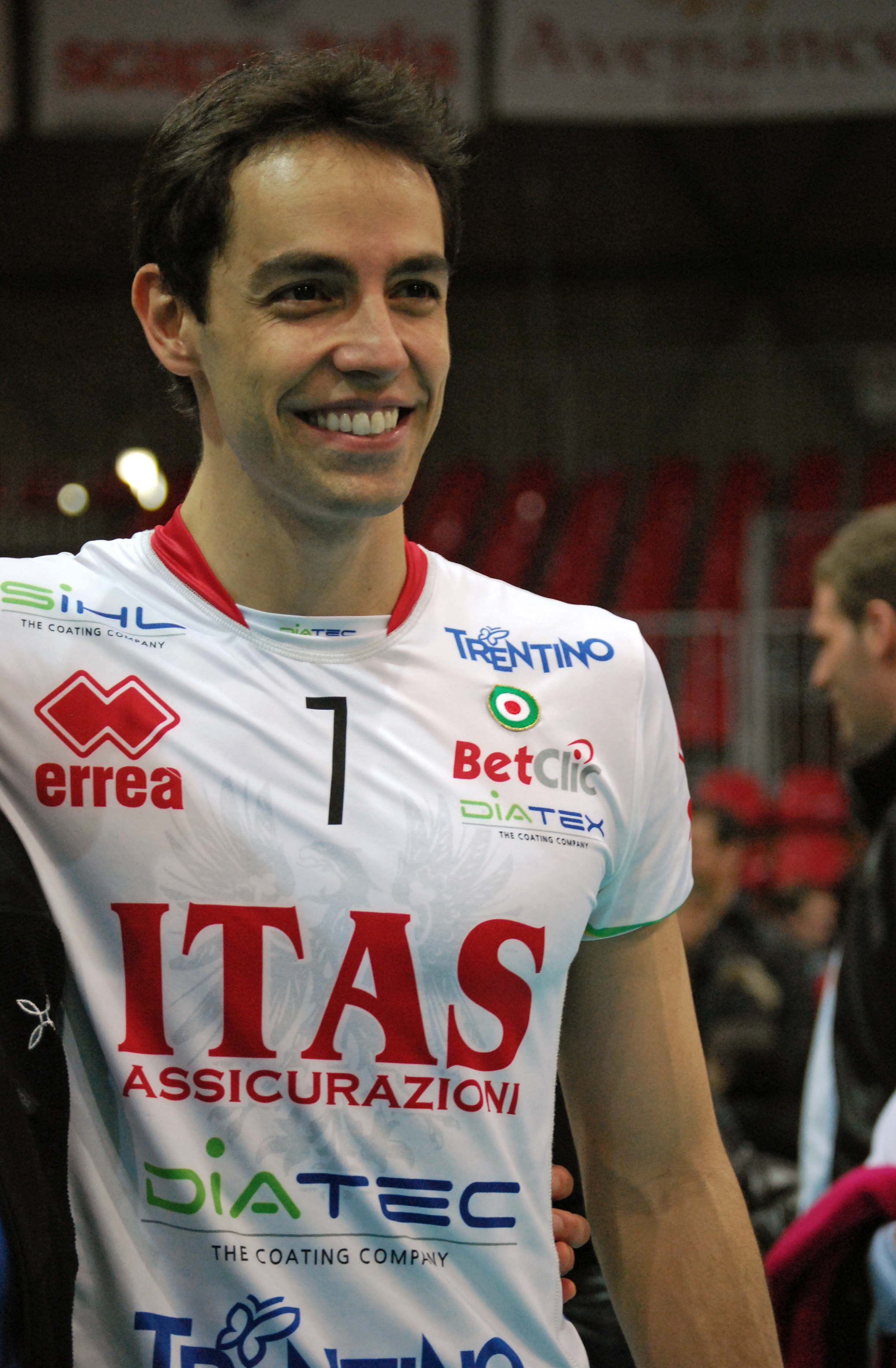
Raphael Vieira De Oliveira zawodnikiem Itasu Diatec Trentino

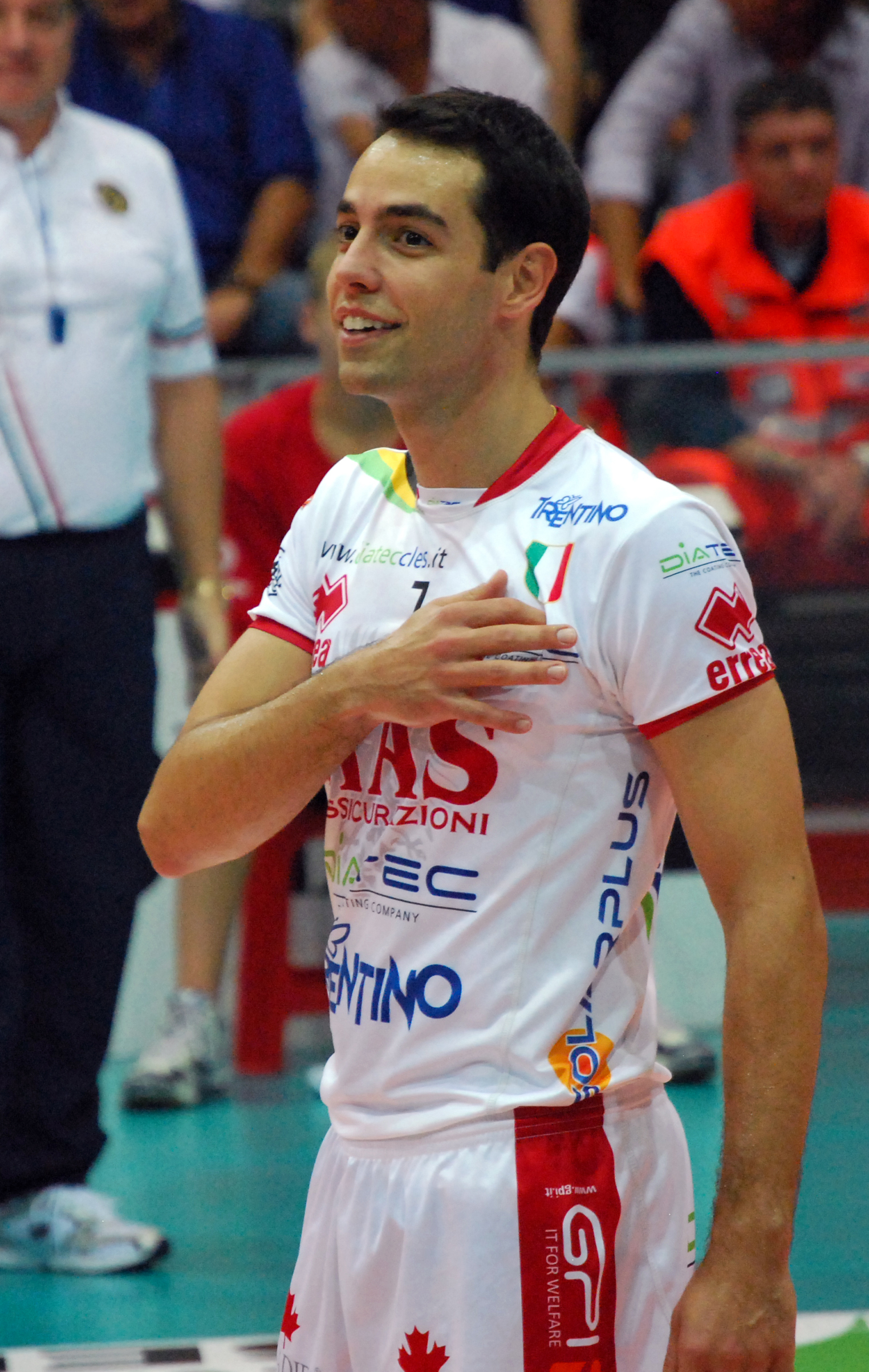
Raphael Vieira De Oliveira zawodnikiem Itasu Diatec Trentino

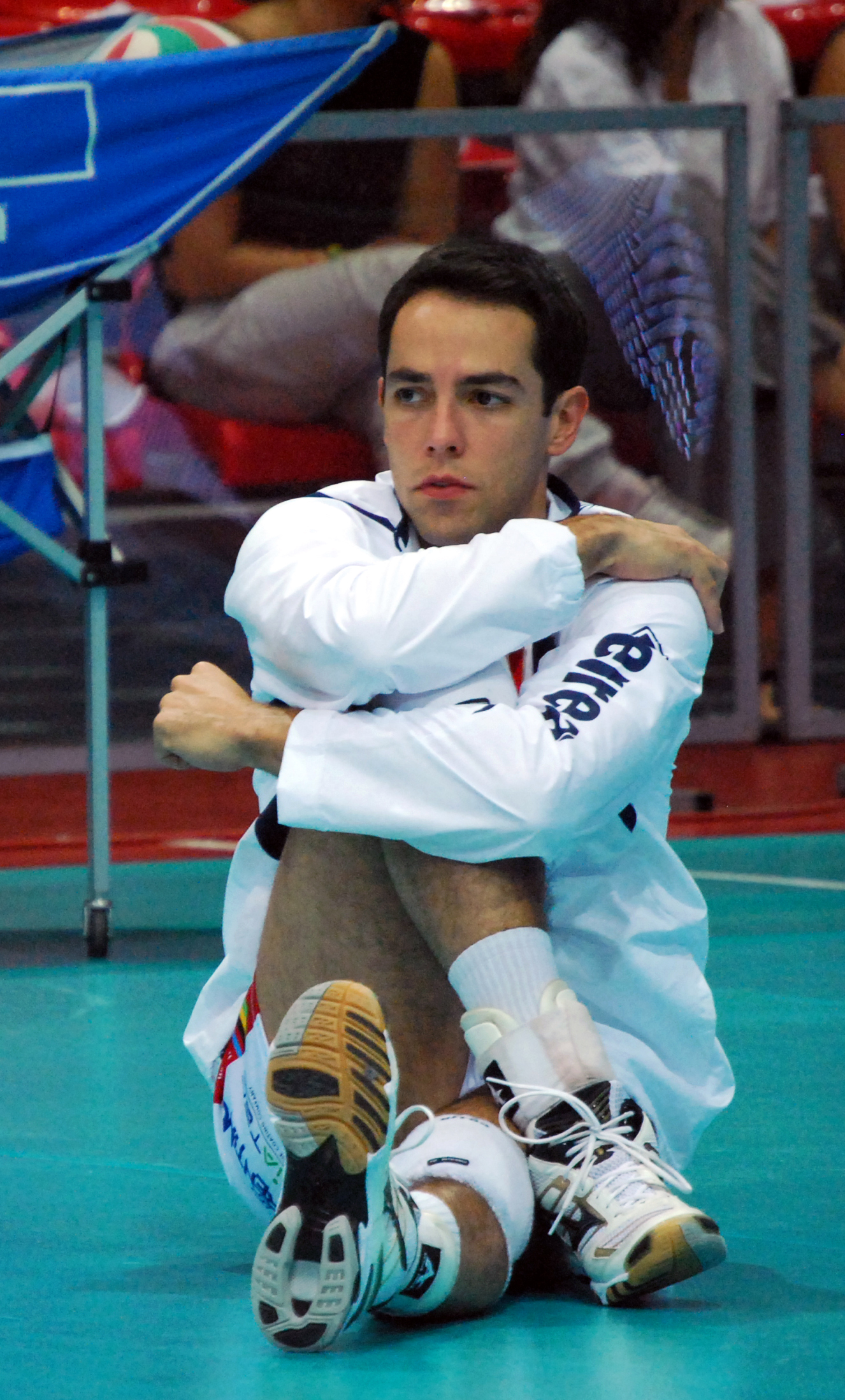
Raphael Vieira De Oliveira zawodnikiem Itasu Diatec Trentino

Raphael Vieira de Oliveira (ur. 14 czerwca 1979 roku w São João del Rei) – brazylijski siatkarz, reprezentant kraju, grający na pozycji rozgrywającego. 
Podczas jednego z ćwierćfinałowych meczów o mistrzostwo Włoch z Marmi Lanza Werona doznał kontuzji złamania kości prawej ręki, która wykluczyła go z gry do końca sezonu 2009/2010.

## Przebieg kariery
| Lata      | Klub                        |
| 1993–2001 | EC Banespa São Paulo        |
| 2001–2002 | Bunge Barão                 |
| 2002–2004 | Ulbra São Paulo             |
| 2004–2006 | Dinamo Tattransgaz Kazań    |
| 2006–2009 | Tonno Callipo Vibo Valentia |
| 2009–2013 | Itas Diatec Trentino        |
| 2013–2014 | Halkbank Ankara             |
| 2014      | Ar-Rajjan SC                |
| 2014–2021 | Funvic/Taubaté              |
| 2021–2023 | Werona Volley               |

## Sukcesy klubowe
Liga brazylijska:
- 2003, 2019, 2021
- 1997, 2004, 2017
- 2000, 2015, 2016

Puchar Brazylii:
- 2003, 2015, 2017

Liga rosyjska:
- 2005

Klubowe Mistrzostwa Świata:
- 2009, 2010, 2011, 2012
- 2014

Puchar Włoch:
- 2010, 2012, 2013

Liga Mistrzów:
- 2010, 2011
- 2014
- 2012

Liga włoska:
- 2011, 2013
- 2010, 2012

Superpuchar Włoch:
- 2011

Superpuchar Turcji:
- 2013

Puchar Turcji:
- 2014

Liga turecka:
- 2014

Klubowe Mistrzostwa Ameryki Południowej:
- 2016
- 2020

Superpuchar Brazylii:
- 2019, 2020

## Sukcesy reprezentacyjne
Mistrzostwa Ameryki Południowej Kadetów:
- 1997

Mistrzostwa Świata Juniorów:
- 1997

Mistrzostwa Ameryki Południowej Juniorów:
- 1998

Mistrzostwa Ameryki Południowej:
- 2005, 2009, 2015, 2017

Puchar Wielkich Mistrzów:
- 2013, 2017

Liga Światowa:
- 2014, 2017

Mistrzostwa Świata:
- 2014

## Nagrody indywidualne
- 2009: Najlepszy rozgrywający Klubowych Mistrzostw Świata
- 2010: Najlepszy rozgrywający Klubowych Mistrzostw Świata
- 2011: Najlepszy rozgrywający Klubowych Mistrzostw Świata
- 2013: MVP Pucharu Włoch
- 2014: Najlepszy rozgrywający Ligi Mistrzów
- 2014: Najlepszy rozgrywający Klubowych Mistrzostw Świata